# غور الأردن

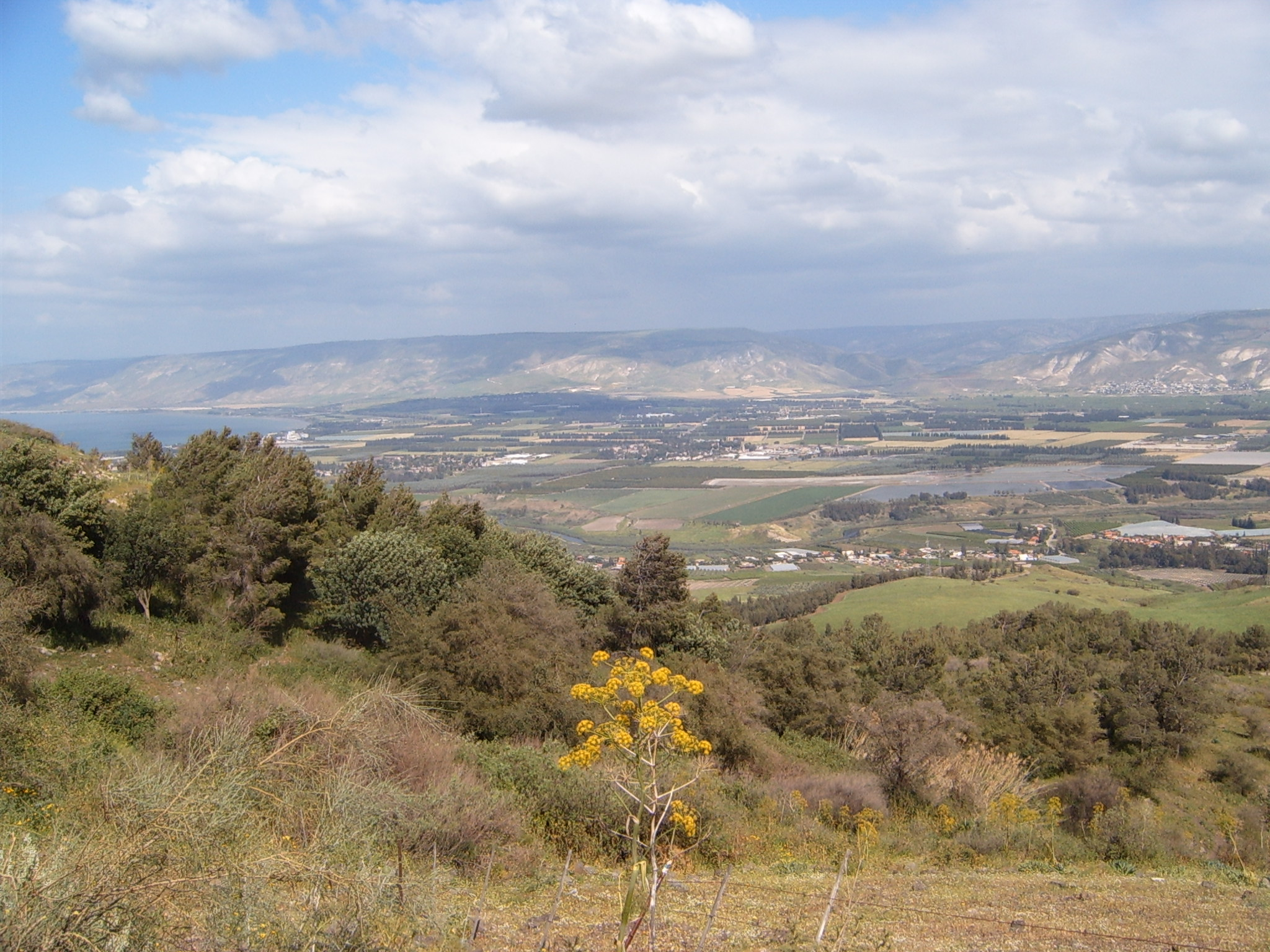
غور الأردن حيث الشاطئ الجنوبي لبحيرة طبريا

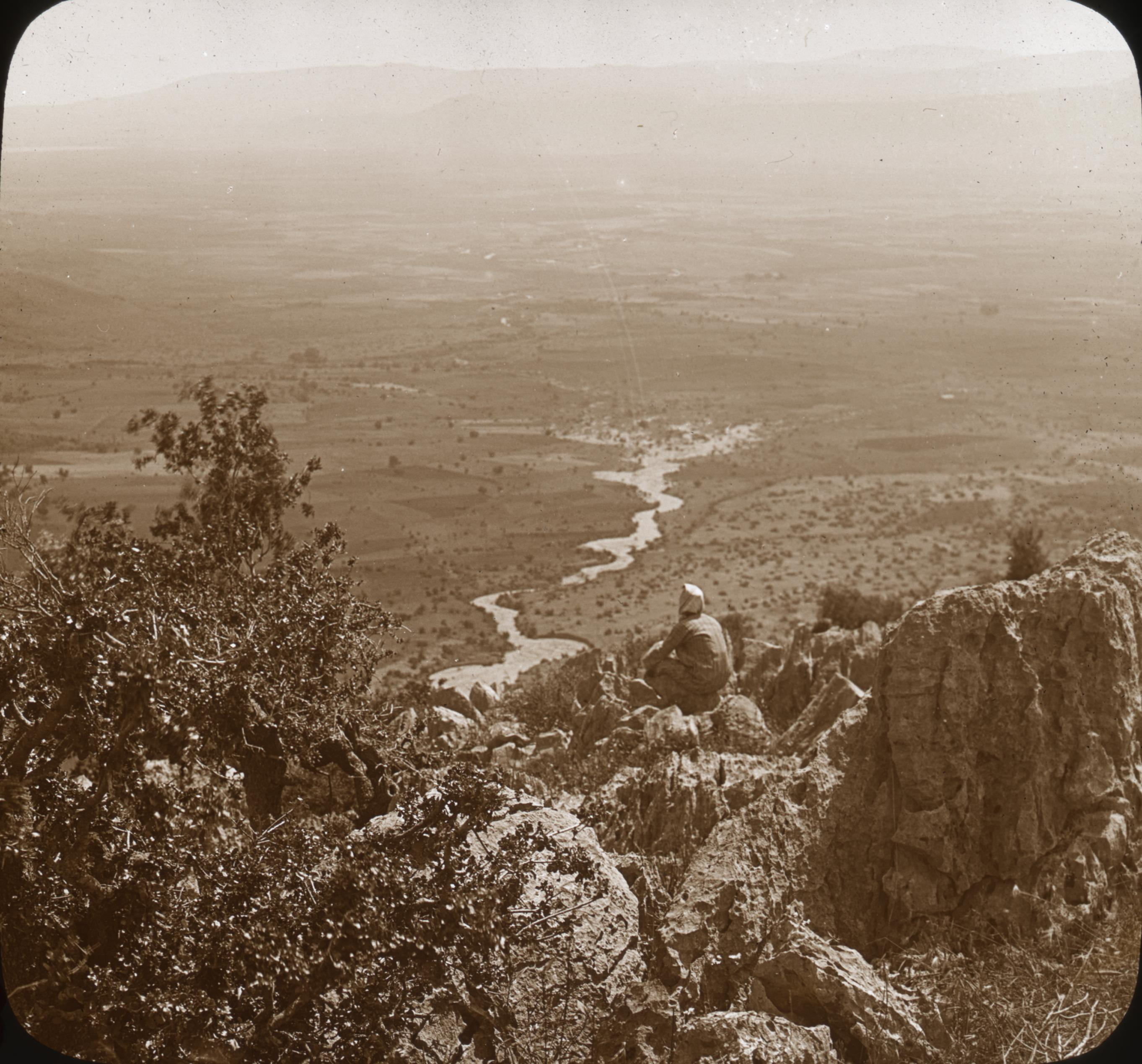
من جبل الشيخ.

غور الأردن أو وادي الأردن هو سهل خصيب تبلغ مساحته حوالي 400 كيلومتر مربع، يقع على امتداد نهر الأردن ويتراوح مستواه بين 200 وأكثر من 400م تحت سطح البحر، ليصل إلى البحر الميت، وهي أكثر جهات العالم انخفاضاً تحت مستوى سطح البحر. ويشكّل غور الأردن مع البحر الميت ووادي عربة أخدود وادي الأردن والذي يشكّل بدوره جزءا من صدع البحر الميت والوادي المتصدع الكبير. تمر عبر غور الأردن المنطقة الحدودية الفاصلة بين المملكة الأردنية الهاشمية على الضفة الشرقية لنهر الأردن من ناحية وجزء من المنطقة الشمالية لإسرائيل ويمتد على طول الضفة الغربية التي احتلتها إسرائيل عام 1967 من ناحية أخرى.
وتمتد منطقة الأغوار وشماليّ البحر الميت على مساحة 1.6 مليون دونم، بمحاذاة الحدود الأردنية وتشكّل ما يقارب 30 في المئة من مساحة الضفة الغربية، وغالبية سكانها من الفلسطينيين. وتسعى إسرائيل لضم أراضي الأغوار.

## جغرافية الغور
الغور أو وادي الأردن هو سهل منخفض يقع في القسم الجنوبي من شرق المتوسط، ويرتبط تعريفه بنهر الأردن الممتد من بحيرة طبريا منحدرا حتى أخفض نقطة على سطح اليابسة عند شاطئ البحر الميت بحدود 410 متراً عن مستوى سطح البحر. ويقسم غور الأردن إلى مناطق كثيرة منها الأغوار الشمالية والأغوار الوسطى.

## الزراعة والمناخ
يتميز مناخ الغور بكونه أدفأ بعدة درجات من الأراضي المحيطة به وهو من أخصب الأراضي الزراعية وكما يقال فهو سلة خضار الأردن. ولأن مناخه دافئ شتاءً وحار جداً صيفاً فهو مناسب للكثير من الخضار والفاكهة وأشجار أخرى كثيرة كما أن المناخ الحار يناسب نبات الموز حيث توجد في الغور مساحات شاسعة من مزارع الموز. كان يشتهر بمزراع قصب السكر ومعامل تكريره في الفترة المملوكيَّة من مثل معمل طواحين السكر في غور الصافي.

## مقامات الصحابة
كما يوجد في الأغوار الشمالية والوسطى العديد من مقامات الصحابة منهم أبو عبيدة عامر بن الجراح وضرار بن الأزور وشرحبيل بن حسنة ومعاذ بن جبل، وغيرهم من الصحابة والتابعين والذين أصبحت مقاماتهم مقصدا للسياحة الدينية بعد الإعمار الهاشمي لأضرحة ومقامات الصحابة في غور الأردن، ومن أشهر معالم غور الأردن البحر الميت حيث أُقيمت العديد من الفنادق التي تستقبل الزوار من مختلف أنحاء العالم ويمتاز البحر الميت بأنه أكثر ملوحة من أي بحر عادي بثلاثة أضعاف ويمكن للزائر عند البحر الميت أن يستمتع بالمشهد عندما ينظر إلى الصخور الملحية المتشكلة على أطراف البحر الميت. وفي البحر الميت يسبح الزائر بدون أن يتعب نفسه لأن كثافة المياه المالحة أعلى من كثافة جسم الإنسان وبذلك يطفو الشخص الذي يريد السباحة بسهولة وبدون أن يتعب نفسه. ولكن يجب على من يريد السباحة أن يكون حذرا لأنه في حال طمر الرأس في الماء يصبح من الصعب على الشخص تلافي الغرق في الماء المالح. ويمكن الذهاب إلى غور الأردن من العاصمة عمّان بسلوك طريق المطار ثم باتجاه مرج الحمام وبعدها منطقة ناعور ثم يكمل الزائر على طريق العدسية وبعدها يبدأ بالانخفاض بشكل ملحوظ.

## مدن الغور

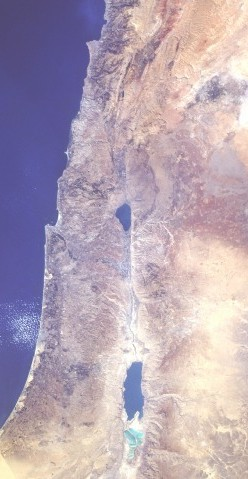
صورة جوية من فوق غور الاردن

ومن أهم المدن في غور الأردن مدينة أريحا والكرامة وهي المدينة التي كانت ساحة لمعركة الكرامة، وهناك كذلك الشونة الجنوبية ودير علا التي يتوسطها تل دير علا الأثري، وادي اليابس والمشارع وزمالية وقاص والشونة الشمالية والمنشية وطبقة فحل (فبالإضافة إلى جرش كانت توجد مدينة بيلا (طبقة فحل) في وادي الأردن إلى الشمال من عمان. وما تزال أعمال الحفريات مستمرة في هذه المدينة الواسعة، وهي تكشف أنها كانت عامرة ومأهولة منذ عشرة آلاف سنة. ويعتبر موقع طبقة فحل من أكبر وأهم المواقع الأثرية في المنطقة. وتعود معظم الأبنية التي تم كشف النقاب عنها إلى عهود الرومان والبيزنطيين والعرب والمسلمين، من القرن الثاني حتى القرن الرابع عشر للميلاد. وهناك دلائل كبيرة على إقامة الإنسان فيها منذ العصر البرونزي والعصر الحديدي، بل قبل ذلك. ويستذكر المرء وهو يقف على أطلال هذه المدينة القديمة، ذكريات المعركة، معركة فحل، التي وقعت بين جيوش العرب المسلمين وجيوش الروم البيزنطيين، والتي أحرز العرب فيها ذلك الانتصار التاريخي العظيم. يعرف أهالي قرية طبقة فحل أن «الأرض نمرة واحد» منها تعود إلى شخص يدعى «ليحو»، ويقال أنه كان من قرية أم الفحم في فلسطين.
قام الأتراك بنقل «ليحو» إلى طبقة فحل، وأقطعوه القرية بأمر من الباب العالي، فحد من سلطة بشير الغزاوي وصلاحياته، وحمى الأرض، التي وضع يده عليها، وبقيت من بعده لنسله إلى أن أتت حكومة الإمارة وفوضت تلك الأراضي للناس المقيمين في المنطقة، ولم يتبقَّ من سلالة «ليحو» في الفترة الحالية إلا اثنان وهما أحمد الذي توفي، وحفيد آخر هو عسكري متقاعد اسمه سلطان.
بقيت القرية تنسج تاريخها وحضورها من حراك السكان فيها، أولئك الذين يعتبرون تجمعا من أهالي القرى المجاورة، غير أن 70% منهم حضروا إليها من لواء الكورة، وكانوا تجار حلال فاشتروا الأراضي القريبة والمحيطة بالقرية التي اختاروها لأسباب تجارية تعود إلى قربها من فلسطين التي كانوا يرتبطون معها تجاريا وبأسواق المدن غربي النهر والساحل الفلسطيني.
في البدء سكن هؤلاء بين الآثار، هناك في الخربة القديمة من طبقة فحل، في الخمسينات من القرن الماضي، ولم يكن عددهم يتجاوز الخمسين شخصا، إلى أن تم ترحيلهم منها عام 1973 بطلب من دائرة الآثار، فكونوا القرية الحديثة من طبقة فحل.

## خطط ضم الأغوار إلى إسرائيل
سعت إسرائيل إلى فرض سيادتها على غور الأردن. دعا بعض السياسيين الإسرائيليين إلى هذه الفكرة منذ بدء الاحتلال الإسرائيلي للضفة الغربية في عام 1967، وكان أبرزها ضمن خطة آلون عام 1967 وخطة نتنياهو عام 2019 لضم الأجزاء الواقعة غرب النهر في الضفة الغربية.